# Путешествие к центру Земли (фильм, 1959)
«Путешествие к центру Земли» (англ. Journey to the Center of the Earth) — американский цветной кинофильм 1959 года кинокомпании 20th Century Fox (реж. Генри Левин) по одноимённому роману Жюля Верна.

## Сюжет
Эдинбург, Шотландия, 1880 год.
Только что удостоенного рыцарства профессора геологии Оливера Линденбрука поздравляет весь город, не говоря уже об администрации и студентах его родного Эдинбургского университета, однако лучший подарок ему преподносит студент Алек Макъюэн, купивший для него в лавке мелочей образец вулканической породы.
Необычная для средиземноморской лавы плотность камня так заинтересовывает учёного, что он застревает в лаборатории, несмотря на организованный дома в его честь торжественный ужин и приглашённых гостей. Благодаря небрежности лаборанта образец оказывается расколот, а внутри него обнаруживается явно сделанный человеком металлический груз с какими-то письменами. После расшифровки профессор Линденбрук выясняет, что послание принадлежит исландскому учёному XVI века Арне Сакнуссемму, нашедшему проход к центру Земли. Линденбрук и Алек немедленно собираются в путешествие.
Экспедиция осложняется действиями профессора Гётеборга из Стокгольма, получившего письмо от Линденбрука, но решившего перехватить славу, достигнув цели первым. Шотландская и шведская группы стремятся первыми достичь Исландии, где нанятые Гётеборгом люди и запирают его соперников на перьевом складе. Шотландцев освобождает силач-исландец Ханс Бьелке со своей ручной уткой Гертрудой. Они вместе проникают в номер Гётеборга в гостинице, но обнаруживают того мёртвым. Линденбрук находит следы цианистого калия на его бороде и понимает, что швед был убит. Вдова Гётеборга Карла сначала обвиняет профессора, считая, что он пытается прославиться за счёт её покойного супруга, однако позже узнаёт правду из его дневника и, в качестве извинения, передаёт Линденбруку припасы и оборудование, собранные её мужем для собственного похода, требуя взамен включить её в состав экспедиции. Профессор вынужден согласиться с ней и взять переводчицей для общения с исландцем, не понимающим ни слова по-английски.
Путешественники находят описанный в послании вход через потухший вулкан и следуют внутрь планеты, пользуясь оставленными Арне отметками. Однако не одни они движутся в этом направлении: туда же секретно следует со своим слугой граф Сакнуссемм, считающий себя, как потомка Анре Сакнуссемма, единственным законным претендентом на славу от открытия и хозяином всех найденных подземелий. Отставший от группы Алек встречается с графом; тот требует от юноши заменить ему умершего от лишений и страха слугу, а услышав отказ — стреляет в него. Это не помогает ему, так как профессор быстро находит место по эху от выстрела. Суд путешественников приговаривает графа к смерти, однако никто из них не решается привести приговор в исполнение, и они нехотя позволяют Сакнуссемму идти с их экспедицией.
Путешественники находят в пещерах необычную жизнь — фосфоресцирующий лишайник и местные грибы, съедобные в молодом возрасте, но вырастающие впоследствии по гигантских размеров с твёрдостью и прочностью дуба. Граф, вышедший чуть в отдалении на подземный океан и успевший назвать его в свою честь, приказывает Хансу соорудить из ножек гигантских грибов плот — что оказывается весьма предусмотрительным, когда на группу нападает стая диметродонов. Достигнув гигантского водоворота, профессор заключает, что попал в центр Земли, где взаимодействие магнитных сил между северным и южным полюсами столь велико, что может унести любой металл, включая обручальное кольцо Карлы, золотой зуб Ханса, гармонику Алека, ручку и путевой дневник самого профессора со всеми записями о ходе экспедиции.
Полностью измотанные, они достигают противоположного берега. Пока остальные спят, голодный граф ловит и съедает утку Гертруду. Обнаруживший это Ханс в ярости бросается на графа, но друзья оттаскивают его — однако Сакнуссемм карает сам себя, случайно вызвав камнепад. Обрушение камней открывает им ранее заваленный проход, за которым экспедиция открывает руины пропавшей Атлантиды и скелет Арне Сакнуссемма, мертвая рука которого указывает направление к выходу наружу — вертикальному каналу-«отдушине» с сильной воздушной тягой, но почти перекрытый в одном месте большой глыбой. Путешественники подрывают валун оказавшимся в припасах графа порохом, укрывшись от взрыва в серпентиновой чаше для жертвенного огня древнего алтаря, при этом пробуждают дремавший вулкан, лава которого заливает найдённый город, а чашу с путешественниками с головокружительной скоростью выносит извержением вулкана на поверхность.
Вернувшихся в Эдинбург путешественников прославляют как национальных героев. Профессор не хочет принимать чествования, так как не сумел доставить ни одного доказательства своего достижения, однако призывает других повторить его, идя по их стопам. Профессор предлагает Карле помочь ему с восстановлением по памяти записей о путешествии, в свою очередь, Карла намекает профессору о возможном предложении руки и сердца.

### Отличия от романа
- События фильма сдвинуты позже по сравнению с книгой (1880 против мая 1863 года).
- Изменены происхождение и отношения главных героев — в оригинале немцев, что часто подчёркивается литературоведами, как необычная для Жюля Верна черта романа. Сам профессор Линденбрук (в оригинале Лиденброк) не претерпел значительных изменений в своём имени и положении, однако его младший партнёр в книге — не студент профессора, а его племянник Аксель.
- Нахождение шифровки Арне Сакнуссемма в вулканической породе (в оригинале — в найденном манускрипте алхимика).
- Появление персонажей: утки Гертруды, профессора Гётеборга и его жены, а также графа Сакнуссемма (в книге отсутствуют).
- Нахождение Атлантиды (в книге отсутствует).
- Исторически-эволюционный уровень подземного животного мира (в оригинале путешественникам встретились морские ящеры ихтиозавры и плезиозавры, доисторические слоны, мастодонты и динотерии, и даже гигантский гоминид, но нигде не фигурируют наземные динозавры).

## В главных ролях
| Актёр                                     | Роль                                                                  |
| ----------------------------------------- | --------------------------------------------------------------------- |
| Джеймс Мэйсон                             | сэр Оливер Линденбрук (профессор геологии Эдинбургского университета) |
| Пэт Бун                                   | Алек Макьюэн (его студент)                                            |
| Иван Тризо                                | профессор Гётеборг (соперник Линденбрука)                             |
| Питер Ронсон (исл. Пьетюр Рёйгнвальдссон) | Ханс Бьелке                                                           |
| Арлин Дал                                 | Карла Гётеборг (жена/вдова профессора Гётеборга)                      |
| Тэйер Дэвид                               | граф Сакнуссемм                                                       |
| Алан Напье                                | декан                                                                 |

## Съёмочная группа и особенности съёмочного процесса
Члены съёмочной группы
- Режиссёр — Генри Левин.
- Продюсер — Чарльз Брэкетт[англ.].
- Сценаристы — Чарльз Брэкетт и Вальтер Райш[англ.], на основе романа Жюля Верна.
- Художественно-постановочная группа — Лайл Уилер[англ.], Франц Бахелин[англ.], Герман Блюменталь[англ.].
- Декораторы — Йозеф Киш[англ.] и Уолтер М. Скотт[англ.].
- Композитор — Бернард Херрманн.
- Оператор — Лео Товер[англ.].
- Монтаж — Стюарт Гилмор и Джек У. Холмс.

Часть сцен «подземной» части сюжета была снята в Карлсбадских пещерах на юге США. Для изображения ящеров (практически единственной показанной подземной фауны) «гримировали» реальных рептилий, в частности, диметродоны были «сыграны» игуанами Cyclura cornuta с приделанными к спинам бутафорскими гребнями, а чуть не съевший профессора в Атлантиде гигантский хамелеон — перекрашенной ящерицей из рода тегу.

## Реакция аудитории, критиков, профессионалов кино
Картина была достаточно положительно встречена аудиторией, собрав около 5 миллионов долларов в рамках первоначального проката и приблизительно ту же сумму при последующем видеопрокате (общий объём сборов около 10 млн долларов США), при обжем бюджете фильма около 3,44 миллионов). В 1960 году фильм достиг шорт-листов трёх технических номинаций премии Американской Киноакадемии («Оскара»), а также получил премию 2-й степени Laurel Awards.
Отзывы на кинокартину большинства критиков находятся в диапазоне от нейтральных до умеренно-положительных. Автор одного из более скептических отзывов, критик The New York Times Босли Краузер охарактеризовал фильм как «не особо выдающееся „как будто“; подземелья выглядят наподобие „туннеля любви“ в парке развлечений, а отношения героев между собой и к оказавшемуся там же столь же пытливому чужаку — слишком традиционны и даже несколько скучны». В то же время, Иэн Нейтан из журнала Empire дал фильму 4 звезды из пяти, назвав его «Превосходной научно-фантастической сказкой», которая «выглядит старовато и несколько искусственно, но подходит к этому достаточно серьезно, даря зрителю захватывающее приключение, не замусоренное низкопробностями, мелодрамой или племенем статистов, разряженных птицами или людьми-ящерами». 81 % критиков, представленных на ресурсе-агрегаторе Rotten Tomatoes, дали фильму в целом положительную оценку, с общим консенсусом, что это «глуповатое, но развлекающее кино, в котором есть всё, что требуется для фантастического блокбастера — персонажи-герои, зловещие негодяи, монстры, громадные декорации и спецэффекты».
Своего рода дополнительным признанием фильма стала постановка Хэлом Сазерлендом одноимённого 17-серийного мультсериала, показанного в 1967—1969 годах телесетью ABC и основанного более на фильме Левина, чем на книге-первоисточнике (в частности, использующего его имена и происхождение главных героев, а также привнесённых в сюжет графа Сакнуссема и утку Гертруду).

## Номинации кинопремий
Премия Американской Киноакадемии («Оскар»)
- Номинация в категории «Лучшая работа художника-постановщика в цветном фильме» (Л. Уилер[англ.], Ф. Бахелин[англ.], Й. Киш[англ.], Г. Блюменталь[англ.], У. М. Скотт[англ.]).
- Номинация в категории «Лучший звук» (Карлтон У. Фолкнер[англ.]).
- Номинация в категории «Лучшие специальные (визуальные и звуковые) эффекты» (Л. Б. Эбботт, Дж. Б. Гордон /визуальные эффекты/, К. У. Фолкнер /звуковые эффекты/).

Laurel Awards
- 1960 — «Золотой лавр» 2-й степени в категории «Top Action Drama» Laurel Awards[англ.].